# LU šaha klubs
LU šaha klubs – łotewski klub szachowy z siedzibą w Rydze.

## Historia
Klub szachowy na Państwowym Uniwersytecie im. Petera Stučki w Rydze powstał w 1987 roku. Tradycje szachowe na tym uniwersytecie sięgają jednak 1923 roku, a także funkcjonującej od 1929 roku sekcji szachowej stowarzyszenia Universitātes Sports, której studenci w latach 1937 i 1939 wygrali olimpiadę szachową krajów nadbałtyckich (SELL). Od 1994 roku klub uczestniczył w lidze łotewskiej. W 1996 roku klub zdobył mistrzostwo kraju. W 1997 roku zespół uczestniczył w Pucharze Europy, zajmując trzecie miejsce w fazie grupowej (wygrana walkowerem z Empilsem Rostów nad Donem, przegrana z Agrouniverzalem Zemun, wygrana z Randaberg SK). W 1998 roku klub ponownie zdobył tytuł mistrza kraju.
Zawodnikami klubu byli m.in. Jānis Klovāns, Aivars Gipslis, Agnese Sīpola, Rolands Bērziņš i Arturs Bernotas.